# Racionalizmus
A racionalizmus (a latin ratio szóból, jelentése észszerű) teljes egészében a felvilágosodás korában, a 17–18. században kialakult filozófiai irányzat, amely szerint az emberi megismerés forrása az ész, és a fogalmaink a tapasztalat előtt és attól függetlenül is léteznek. Technikai értelemben olyan módszer vagy elmélet, melyben az igazság ismérve nem érzéki, hanem intellektuális és deduktív. Ezzel együtt a tudás más forrásai, mint pl. az empirizmus, továbbá a vallási kinyilatkoztatás, ill. hagyomány leértékelődnek. Az olyan nézőpontok, melyek az értelmet önmagában csak korlátozott tudományterületeken vagy egyáltalán nem tartják objektív tudásforrásnak, mint pl. az irracionalizmus vagy a rációszkepszis variációi, antiracionalistának számítanak.
Az ezen irányzaton belüli hangsúlyeltolódások számos racionalista álláspont kialakulásához vezettek, a mérsékelt, az értelmet a tudás megszerzésének többi módja fölé helyezőtől, egészen a radikálisig, az értelmet a tudás egyedüli útjaként meghatározóig.
Tágabb értelemben véve a racionalizmus a vallással, teológiával és az irracionalizmussal szemben álló filozófiai irányzat, mely az emberi ész erejét és korlátlan megismerőképességét hirdeti.
A filozófiatörténetben a racionalizmus kifejezést szűkebb értelemben olyan gondolkodók esetében használják, mint Descartes, Spinoza és Leibniz, szembeállítva a brit empirizmus képviselőivel, mint pl. Thomas Hobbes, John Locke és David Hume. Noha ezen címkék hagyományosan használatosak, újabban számos filozófiatörténész megkérdőjelezi helyességüket.

## Háttér
A felvilágosodás óta a racionalizmust a matematikai módszerek filozófiába történő bevezetésével azonosítják, ahogyan ez Descartes, Leibniz és Spinoza munkásságában látható. Ezt kontinentális racionalizmusnak hívják, mert Európa kontinentális iskoláiban volt uralkodó irányzat, míg Britanniában az empirizmus.
A racionalizmust gyakran szembeállítják az empirizmussal. Tágabb értelemben ezek nem kizárólagos nézőpontok, hiszen egy filozófus lehet racionalista és empirista egyszerre. Az empirista nézet szélsőséges értelmezése szerint minden ismeretünket tapasztalat útján szerezzük: vagy az öt érzékszerv útján, vagy olyan belső érzetek útján, mint a jutalom és a fájdalom. Vita tárgyát képezi az emberi tudás alapvető forrása és a vélt tudásunk megerősítéséhez megfelelő technikák megválasztása.
A racionalizmus bizonyos ágainak támogatói azzal érvelnek, hogy alapelvekből mint pl. a geometria axiómái kiindulva az ember deduktívan hozzájuthat az összes emberi tudáshoz. Ezen nézetet legtisztább formájában Baruch Spinoza és Gottfried Leibniz filozófusok képviselték, akik próbálkozásai a Descartes által felvetett episztemológiai és metafizikai problémák megoldására vezettek el a racionalizmus alapvető megközelítéséhez. Spinoza és Leibniz egyaránt megállapította, hogy elvben minden tudás, beleértve a tudomány ismereteit is elérhető pusztán az értelem révén, bár a gyakorlatban ez csak bizonyos területek, így a matematika terén valósulhat meg. Másrészt Leibniz elismerte, hogy cselekedeteink háromnegyedében pusztán empiristák vagyunk. A racionalizmus a viselkedést a logika alapján jósolja meg, ill. magyarázza.

## A racionalizmus története

### Szókratész idejében (kb. Kr. e. 470–399)
A racionalizmus gyökerei már a korai görög filozófiában körvonalazódtak, Szókratész ókori görög filozófus idejében már megvolt a bizalmatlanság az érzékekkel szemben, mivel a gondolkodás a dolgokat az érzékelt látszattól nagyban különböző, teljesen más fényben világítja meg. Szókratész szerint ahhoz, hogy az ember megérthesse a körülötte lévő világot, előbb önmagát kell megértenie a racionális gondolkodás révén. Szerinte a léleknek két része van: az irracionális rész, az érzelmek és a vágyak; ill. a racionális rész, ez az igazi énünk. A hétköznapok során az irracionális lélekrészt vágyai a fizikai testbe vonzzák és egyesül vele, ezért a világot csak fizikai érzékeinken keresztül fogjuk fel. A racionális lélekrész kívül esik tudatos ismereteink körén, de néha képeken, álmokon és egyéb módon kommunikál velünk.
A filozófus feladata, hogy – morális fejlődés révén – kivonja az irracionális lélekrészt kötöttségéből, majd azt a racionálissal újraegyesítve teljes emberré váljon. Így még fizikai testében realizálhatja magasabb spirituális lényegét. Az igazi racionalizmus tehát nem pusztán egy intellektuális folyamat, hanem az egyén érzékelésének megváltozása, ill. az ember minőségi változása.
Habár magától a gondolkodótól semmilyen írásos anyag nem maradt ránk, gondolatait elsősorban tanítványa, Platón illetve kortársaival folytatott párbeszédeiből ismerhetjük.

### Platón idejében
Platón filozófiájában az addigi görög filozófia összes meghatározó eleme összpontosult. Tanítójának, Szókratésznek az érzékekkel szemben támasztott bizalmatlanságból fakadó racionalista eszméi, az ő idealisztikus filozófiájában érte el a korai tetőfokát, amelyen csak jóval később lépett túl. Platón egyben az ismerettan, más néven ismeretelmélet alapjait is lefektette, amely a tudományok megismerését és a tudás megszerzésének módjait határozza meg.

### Descartes idejében
Az újabb filozófiában Descartes, akit az első racionalista filozófusként tartanak számon.  Az igazság kritériumát már az ész tiszta és határozott belátásában találja. Descartes szerint csak az örök igazságok – a matematika igazságai, ill. a tudományok ismeretelméleti és metafizikai alapjai – nyerhetőek el az értelem útján; a fizikai világ tapasztalati úton ismerhető meg a tudományos módszer segítségével. Szerinte noha az álmok annyira valódinak tűnnek, mint a fizikai tapasztalatok, ezek nem növelik az ember tudását. Hasonlóképpen a tudatos érzéki tapasztalat is lehet illúziók eredménye, így ez is kétségessé válhat.
Descartes módszere szerint semmit sem osztályozhatunk tudásként, amit az értelem segítségével nem ismerhetünk fel.
A biztos alap megtalálását tűzte ki célul. Isten létének racionális alapon történő igazolására is vállalkozott, akinek a létét velünk született eszmének (idea innata) tartja. A matematikai tudást valamelyest minden tudás mintájának tekinti, ezzel elvetette a racionalizmus mélyebben nyugvó alapjait. Közvetlen követői: Nicolas Malebranche, Baruch Spinoza, Geulinx már racionalista irányba terelik a filozófiát. Spinoza egy rendszerezett, logikus, racionális filozófiai elméletet alkotott.

### Baruch Spinoza (1632–1677)
Baruch Spinoza 17. században kifejlesztett filozófiája szisztematikus, logikus, racionális.
Elemi építőkockákra felhúzott gondolatok rendszere, melyek belső konzisztenciája révén a filozófus megpróbálta megválaszolni az élet legfőbb kérdéseit. Erős befolyással volt rá pl. Descartes és Euklidész és Thomas Hobbes, akárcsak a zsidó filozófiai tradícióban járatos teológusok mint pl. Maimonidész, de munkássága bizonyos tekintetben eltért a zsidó–keresztény hagyománytól. Spinoza ötletei közül sok a mai napig izgalomban tartja a gondolkodókat, több, különösen az érzelmi élettel foglalkozó elve jelentőséggel bír a pszichológia modern megközelítéseiben. A legkomolyabb gondolkodók egy része is nehéznek találta Spinoza geometriai módszerének megértését: Goethe bevallotta, hogy többnyire nem igazán értette, hogy Spinoza mit akar mondani. Főműve, az Etika megoldatlan rejtélyeket tartalmaz, és egy, az euklideszi geometrián alapuló, elrettentő matematikai struktúrán alapul. Spinoza filozófiájának követőjévé vált pl. Albert Einstein, és sok más értelmiségi figyelmét is magára vonta.

### Gottfried Leibniz (1646–1716)
Leibniz az utolsó nagy racionalista volt, aki jelentős mértékben kutatott egyéb területeken is, pl. matematikus is volt. Ugyanakkor ezektől nem függetlenül alakította ki filozófiai rendszerét. Leibniz visszautasította a Descartes-i dualizmust, és tagadta egy anyagi világ létezését. Leibniz nézete szerint végtelen sok egyszerű, oszthatatlan szubsztancia, ún. monád létezik. Leibniz a monádok teóriáját Descartes és Spinoza elméleteire adott válaszként dolgozta ki. Szerinte a monádok a valóság alapvető egységei, mind élő, mind élettelen dolgokra vonatkoztatva. A valóság ezen egységei képviselik az univerzumot, de nem állnak az okság vagy a tér törvényeinek hatása alatt. Leibniz bevezette az előre elrendezett harmónia elvét, hogy magyarázatot adjon a világban tapasztalható nyilvánvaló oksági viszonyokra.

### Rokon és ellentétes irányzatok
Descartes után már határozottabban különülnek el az irányok, az ellenkező álláspont kifejtésével: az érzéki tudás fontos, ennek belátása elől a filozófusok sem igen zárkózhattak el. A reneszánsz korában sokan utaltak a tapasztalati tudás becsére, de tudományosan csak az angolok, Bacon, majd még inkább Hobbes és leghatározottabban Locke állapítják meg az empirizmust. Locke már polemiával kezdi művét, tagadja, hogy velünk született eszméink volnának, lelkünket üres laphoz hasonlítja, melyre a tapasztalat irja fel betűit. Még következetesebb Berkeley és Hume, a franciáknál Condillac és a materialisták. Ők már kifejtik, hogy pusztán az érzékek útján kapunk minden tudást(szenzualizmus), más tudás nincs is, az úgynevezett értelmi tudás nem egyéb mint az érzéki benyomások átalakítása, kombinációja. A racionalizmust Leibniz fejti ki a legmeghatározóbban, bár ő is keresi a kompromisszumokat az empirizmussal, de valójában az érzéki tudást is racionalizálja. Mert nála az érzéki tudás csak homályos, zavaros módja az értelmi tudásnak és az érzéki tudás is csak látszólag, érzékeinkre gyakorolt hatása a dolgoknak, voltaképp pedig alsóbb foka a belső lelki fejlődésnek.

### Kant idejében
Immanuel Kant, Leibniz és Wolff munkásságát tanulmányozva hagyományos racionalistaként kezdte, de miután David Hume művei "felébresztették dogmatikus szendergéséből" a hagyományos racionalizmus és az empirizmus szintézise útján kidolgozta saját különálló elméletét. A tiszta ész kritikája c. művében mutatta be először a transzcendentális idealizmust.
A Leibniz által megfogalmazott ellentétek igazán Kant filozófiájában élesednek ki. Először racionalista, majd ahhoz a nézethez jut, hogy az érzékek és az értelem függetlenek egymástól, mindegyik külön tényező az ismeret alakításában, de úgy, hogy csak a kettő együtt alkot igazi tudást. A szerepeket pedig úgy osztja ki, hogy az értelem adja a tudás formáját, az érzékek pedig a tudás anyagát, melyeknek az együttes jelenléte szükségeltetik az ismeret létrejöttéhez.

### 18. század után
Kant óvatos megállapodásai után újra feléled a racionalizmus az idealista Fichte, Schelling és Hegel filozofiájában, főleg az utóbbi szaporítja a maga filozófiájával azokat a merész kísérleteket, hogy látszólag tiszta észből, tiszta okoskodás útján lehessen a mindenség rendszerét leszármaztatni. Igazából a mai ismeretelmélet sem jutott túl a Kant által lefektetett állásponton. A racionalizmus egyértelműen a 18. században élte virágkorát, ekkor azonosult a művelt értelmiség világfelfogásával és nagyban meghatározta a tudományokat, habár az elméleti alapjait már megrongálták. Az élet hagyományos formáival ellentétben az észszerűségre ösztönöz, és ezzel a francia forradalom, az állami és a társadalmi rend észszerű formálása is a racionalizmus bélyegét hordja. A racionalizmus emellett a vallásból a csodák kiküszöbölését célozza meg, és ezzel a vallás tiszta ésszé és erkölccsé való átalakítását.
"... A racionalizmus, ez a lidércfénye a valóságnak, merőben önkényesen csak azokat a részeit világítja meg és hagyja érvényesülni, melyek nem mondanak ellent a "tapasztalatnak" és a "gondolkodás törvényeinek", azaz a nyers, érzéki benyomásoknak és egy hozzájuk alkalmazkodó hiányos logikának, ez a racionalizmus, ... , nem egyéb ideiglenek előítéletnél, s arra hivatott, hogy bizonyos uralkodási idő után megint eltűnjék. --- nem az egyetlen előítélet csupán egyike annak a sok előítéletnek, melyen az emberiségnek története folyamán keresztül kell mennie. ... az értelem uralmának rövid intermezzója két irracionalizmus, a középkori és a jövendő irracionalizmus között,... Az európai racionalizmus tehát, melynek fejlődésmenetét vázolnunk kell, nem volt más, csak egy kis, ázsiai félsziget átmeneti rögeszméje, az emberiség egyik legnyersebb, legkezdetlegesebb és leggyermetegebb szellemi időszakánál, s amit mi "újkor" néven emlegetünk, voltaképpen egy szürke ókor, az emberiség gyermekkorának, őskorának, prehisztorikus korának történelme. ..." (Lásd E. Friedell: Az újkori kultúra története)

## Főbb képviselői
- René Descartes
- Baruch Spinoza
- Gottfried Leibniz
- Immanuel Kant